# Peter Björkman
Peter Björkman, född 1967, är en svensk bibliotekarie, kulturjournalist och poet. Han var år 2000–2016 svensk redaktör för den finlandssvenska kulturtidskriften Horisont; mellan 2007 och 2012 var han chefredaktör för tidskriften. 2009 grundade Björkman tidskriften Populär Poesi tillsammans med Peter Nyberg. Sedan 2016 är han chefredaktör för den Helsingforsbaserade livsåskådningstidskriften Ad Lucem. Länge drev Björkman förlaget The Flowers of Bellis are Still Alive som under 1990-talet gav ut ett stort antal både enkla och mer påkostade poesihäften samt tidskriften Lyrik för alla. Han ingår tillsammans med Jens Sandberg i den pseudonyma författarduon Svea Lofthouse och Angel Park, som bland annat givit ut diktböckerna Att avnjuta dagsträden (Blommor, 2005) och Kartor över morgondagens drömmar (Fri Press, 2021). Han har också som solopoet gett ut diktsamlingen Brevlådorna i Enhammar (Björkmans förlag, 2020).